# Подъяпольское сельское поселение
Подъяпольское се́льское поселе́ние — сельское поселение в Шкотовском районе Приморского края.
Административный центр — посёлок Подъяпольское.

## История
Статус и границы сельского поселения установлены Законом Приморского края от 24 ноября 2004 года № 192-КЗ «О Шкотовском муниципальном районе».

## Население
| 2008  | 2010  | 2011  | 2012  | 2013  | 2014  | 2015  |
| ----- | ----- | ----- | ----- | ----- | ----- | ----- |
| 2729  | ↘2480 | ↘2476 | ↘2449 | ↘2418 | ↘2376 | ↘2364 |
| 2016  | 2017  | 2018  | 2019  | 2020  | 2021  |       |
| ↘2360 | ↘2304 | ↘2267 | ↘2188 | ↘2163 | ↘2151 |       |

## Состав сельского поселения
В состав сельского поселения входят 2 населённых пункта:
| № | Населённый пункт | Тип населённого пункта          | Население |
| - | ---------------- | ------------------------------- | --------- |
| 1 | Мысовой          | посёлок                         | ↘494      |
| 2 | Подъяпольское    | посёлок, административный центр | ↘1714     |
| 3 | Стрелок          | железнодорожный разъезд         | ↘21       |

## Местное самоуправление
Администрация
Адрес: 692828, пос. Подъяпольск, ул. Центральная, 2-Б. Телефон: 8 (42335) 36-5-30
Глава администрации
- Стрижкин Владимир Алексеевич